# Polgármester-választások Gelénesen
1990 és 2019 között nyolc polgármester-választást  tartottak Gelénesen.
A nyolc választás során két polgármester nyerte el a választók többségének bizalmát. 2002 óta Fülöp Károly a Szabolcs-Szatmár-Bereg megyei község első embere. 
A részvételi hajlandóság többnyire 50% és 85% között mozgott és többször is csak egy jelölt állt rajtvonalhoz, de a hivatalban lévő polgármester minden választáson megmérettette magát.

## Háttér
A hatszáz lelkes község Szabolcs-Szatmár-Bereg megye északkeleti részén, a beregi megyerészben található. A XX. század elején Bereg vármegyéhez tartozott, majd a trianoni békeszerződés megkötése után Szatmár, Ugocsa és Bereg egyesített vármegye része volt. 1994-től a Vásárosnaményi kistérség tagja, 2013 óta a Vásárosnaményi járás része.
A rendszerváltás előtti évtizedekben Gelénes közös tanácsot alkotott a szomszédos Vámosatya és Barabás községekkel, melynek székhelye Barabáson volt. A tanács utolsó elnöke Oláh István volt.

### Alapadatok
| Év   | Jelöltek | Részvétel |
| ---- | -------- | --------- |
| 1994 | 4        | 85%       |
| 1998 | 1        | 69%       |
| 2002 | 2        | 77%       |
| 2006 | 3        | 85%       |
| 2010 | 1        | 58%       |
| 2014 | 1        | 51%       |
| 2019 | 2        | 66%       |

Az önkormányzati választásokon jellemzően magas volt a részvétel hajlandóság. Két olyan választásra is sor került, ahol a jogosultak több mint 80%-a elment szavazni (1994, 2006). Három alkalommal csak egy jelölt állt rajtvonalhoz, ilyenkor a választói kedv is alábbhagyott, a legalacsonyabb 2014-ben volt (51%). (Az 1990-es választásokról nem állnak rendelkezésre részletes adatok.)
A település lakóinak a száma 580 és 700 között mozgott a rendszerváltás óta, hol csökkenést, hol emelkedés mutatva. A község lélekszámából fakadóan a képviselő-testület létszáma előbb 7 fős volt, majd a 2010-es önkormányzati reformot követően 4 fős lett. A választójogosultak száma 460 és 520 között ingadozott.
Időközi polgármester-választásra az ezredforduló óta nem került sor.
| 1990 | szept.30. | 692 | (nincs adat) | (nincs adat) | (nincs adat) | (nincs adat) |
| 1994 | dec.11.   | 653 | -39          | 486          | 412          | 84,8%        |
| 1998 | okt.18.   | 660 | +7           | 492          | 339          | 68,9%        |
| 2002 | okt.20.   | 633 | -27          | 489          | 375          | 76,7%        |
| 2006 | okt.1.    | 625 | -8           | 493          | 419          | 85,0%        |
| 2010 | okt.3.    | 582 | -43          | 463          | 267          | 57,7%        |
| 2014 | okt.12.   | 586 | +4           | 487          | 249          | 51,1%        |
| 2019 | okt.13.   | 635 | +49          | 513          | 339          | 66,1%        |

## Választások
| \| 1990 \| |                                         |          |                 |
| Jelölt     | Jelölt                                  | Szavazat | Szavazat        |
|            | Baksa Gyuláné –                         | n.a.     | n.a.            |
|            | {{{jelölt2}}} –                         |          | {{{százalék2}}} |
|            | {{{jelölt3}}} –                         |          | {{{százalék3}}} |
|            | {{{jelölt4}}} –                         |          | {{{százalék4}}} |
|            | {{{jelölt5}}} –                         |          | {{{százalék5}}} |
|            | {{{jelölt6}}} –                         |          | {{{százalék6}}} |
|            | {{{jelölt7}}} –                         |          | {{{százalék7}}} |
|            | {{{jelölt8}}} –                         |          | {{{százalék8}}} |
|            | {{{jelölt9}}} –                         |          | {{{százalék9}}} |
|            | további jelöltekről nincs elérhető adat |          |                 |
|            |                                         |          |                 |
| 1990       |                                         |          |                 |

| \| 1994 \| \| Részvétel: 85% \| |                    |                |                 |
| Jelölt                          | Jelölt             | Szavazat       | Szavazat        |
|                                 | Baksa Gyuláné –    | 187            | 47,1%           |
|                                 | Kósa Bálintné –    | 106            | 26,7%           |
|                                 | Varga Dezső MSZP   | 95             | 23,9%           |
|                                 | Sárközi Mátyásné – | 9              | 2,3%            |
|                                 | {{{jelölt5}}} –    |                | {{{százalék5}}} |
|                                 | {{{jelölt6}}} –    |                | {{{százalék6}}} |
|                                 | {{{jelölt7}}} –    |                | {{{százalék7}}} |
|                                 | {{{jelölt8}}} –    |                | {{{százalék8}}} |
|                                 | {{{jelölt9}}} –    |                | {{{százalék9}}} |
|                                 |                    |                |                 |
|                                 |                    |                |                 |
| 1994                            |                    | Részvétel: 85% |                 |

| \| 1998 \| \| Részvétel: 69% \| |                 |                |                 |
| Jelölt                          | Jelölt          | Szavazat       | Szavazat        |
|                                 | Baksa Gyuláné – | 307            | 100%            |
|                                 | {{{jelölt2}}} – |                | {{{százalék2}}} |
|                                 | {{{jelölt3}}} – |                | {{{százalék3}}} |
|                                 | {{{jelölt4}}} – |                | {{{százalék4}}} |
|                                 | {{{jelölt5}}} – |                | {{{százalék5}}} |
|                                 | {{{jelölt6}}} – |                | {{{százalék6}}} |
|                                 | {{{jelölt7}}} – |                | {{{százalék7}}} |
|                                 | {{{jelölt8}}} – |                | {{{százalék8}}} |
|                                 | {{{jelölt9}}} – |                | {{{százalék9}}} |
|                                 |                 |                |                 |
|                                 |                 |                |                 |
| 1998                            |                 | Részvétel: 69% |                 |

| \| 2002 \| \| Részvétel: 77% \| |                 |                |                 |
| Jelölt                          | Jelölt          | Szavazat       | Szavazat        |
|                                 | Fülöp Károly –  | 228            | 61,8%           |
|                                 | Baksa Gyuláné – | 141            | 38,2%           |
|                                 | {{{jelölt3}}} – |                | {{{százalék3}}} |
|                                 | {{{jelölt4}}} – |                | {{{százalék4}}} |
|                                 | {{{jelölt5}}} – |                | {{{százalék5}}} |
|                                 | {{{jelölt6}}} – |                | {{{százalék6}}} |
|                                 | {{{jelölt7}}} – |                | {{{százalék7}}} |
|                                 | {{{jelölt8}}} – |                | {{{százalék8}}} |
|                                 | {{{jelölt9}}} – |                | {{{százalék9}}} |
|                                 |                 |                |                 |
|                                 |                 |                |                 |
| 2002                            |                 | Részvétel: 77% |                 |

| \| 2006 \| \| Részvétel: 85% \| |                 |                |                 |
| Jelölt                          | Jelölt          | Szavazat       | Szavazat        |
|                                 | Fülöp Károly –  | 335            | 80,3%           |
|                                 | Baksa Gyuláné – | 67             | 16,1%           |
|                                 | Kósa Ferencné – | 15             | 3,6%            |
|                                 | {{{jelölt4}}} – |                | {{{százalék4}}} |
|                                 | {{{jelölt5}}} – |                | {{{százalék5}}} |
|                                 | {{{jelölt6}}} – |                | {{{százalék6}}} |
|                                 | {{{jelölt7}}} – |                | {{{százalék7}}} |
|                                 | {{{jelölt8}}} – |                | {{{százalék8}}} |
|                                 | {{{jelölt9}}} – |                | {{{százalék9}}} |
|                                 |                 |                |                 |
|                                 |                 |                |                 |
| 2006                            |                 | Részvétel: 85% |                 |

| \| 2010 \| \| Részvétel: 58% \| |                 |                |                 |
| Jelölt                          | Jelölt          | Szavazat       | Szavazat        |
|                                 | Fülöp Károly –  | 251            | 100%            |
|                                 | {{{jelölt2}}} – |                | {{{százalék2}}} |
|                                 | {{{jelölt3}}} – |                | {{{százalék3}}} |
|                                 | {{{jelölt4}}} – |                | {{{százalék4}}} |
|                                 | {{{jelölt5}}} – |                | {{{százalék5}}} |
|                                 | {{{jelölt6}}} – |                | {{{százalék6}}} |
|                                 | {{{jelölt7}}} – |                | {{{százalék7}}} |
|                                 | {{{jelölt8}}} – |                | {{{százalék8}}} |
|                                 | {{{jelölt9}}} – |                | {{{százalék9}}} |
|                                 |                 |                |                 |
|                                 |                 |                |                 |
| 2010                            |                 | Részvétel: 58% |                 |

| \| 2014 \| \| Részvétel: 51% \| |                 |                |                 |
| Jelölt                          | Jelölt          | Szavazat       | Szavazat        |
|                                 | Fülöp Károly –  | 227            | 100%            |
|                                 | {{{jelölt2}}} – |                | {{{százalék2}}} |
|                                 | {{{jelölt3}}} – |                | {{{százalék3}}} |
|                                 | {{{jelölt4}}} – |                | {{{százalék4}}} |
|                                 | {{{jelölt5}}} – |                | {{{százalék5}}} |
|                                 | {{{jelölt6}}} – |                | {{{százalék6}}} |
|                                 | {{{jelölt7}}} – |                | {{{százalék7}}} |
|                                 | {{{jelölt8}}} – |                | {{{százalék8}}} |
|                                 | {{{jelölt9}}} – |                | {{{százalék9}}} |
|                                 |                 |                |                 |
|                                 |                 |                |                 |
| 2014                            |                 | Részvétel: 51% |                 |

| \| 2019 \| \| Részvétel: 66% \| |                 |                |                 |
| Jelölt                          | Jelölt          | Szavazat       | Szavazat        |
|                                 | Fülöp Károly –  | 199            | 58,9%           |
|                                 | Varga Levente – | 139            | 41,1%           |
|                                 | {{{jelölt3}}} – |                | {{{százalék3}}} |
|                                 | {{{jelölt4}}} – |                | {{{százalék4}}} |
|                                 | {{{jelölt5}}} – |                | {{{százalék5}}} |
|                                 | {{{jelölt6}}} – |                | {{{százalék6}}} |
|                                 | {{{jelölt7}}} – |                | {{{százalék7}}} |
|                                 | {{{jelölt8}}} – |                | {{{százalék8}}} |
|                                 | {{{jelölt9}}} – |                | {{{százalék9}}} |
|                                 |                 |                |                 |
|                                 |                 |                |                 |
| 2019                            |                 | Részvétel: 66% |                 |

| Áttekintő táblázat | Áttekintő táblázat         | Áttekintő táblázat         | Áttekintő táblázat         | Áttekintő táblázat | Áttekintő táblázat | Áttekintő táblázat | Áttekintő táblázat |
| Év                 | Megválasztott polgármester | Megválasztott polgármester | Megválasztott polgármester | Szavazat           | Szavazat           | Előny a 2. előtt   | Előny a 2. előtt   |
| Év                 | név                        | szervezet                  | szervezet                  | db                 | érv.%              | db                 | %                  |
| ------------------ | -------------------------- | -------------------------- | -------------------------- | ------------------ | ------------------ | ------------------ | ------------------ |
| 1990               | Baksa Gyuláné              |                            | –                          | (nincs adat)       | (nincs adat)       | (nincs adat)       | (nincs adat)       |
| 1994               | Baksa Gyuláné              |                            | –                          | 187                | 47,1%              | +81                | +20%               |
| 1998               | Baksa Gyuláné              |                            | –                          | 307                | 100,0%             | –                  | –                  |
| 2002               | Fülöp Károly               |                            | –                          | 228                | 61,8%              | +87                | +24%               |
| 2006               | Fülöp Károly               |                            | –                          | 335                | 80,3%              | +268               | +64%               |
| 2010               | Fülöp Károly               |                            | –                          | 251                | 100,0%             | –                  | –                  |
| 2014               | Fülöp Károly               |                            | –                          | 227                | 100,0%             | –                  | –                  |
| 2019               | Fülöp Károly               |                            | –                          | 199                | 58,9%              | +60                | +18%               |

| Kiegészítő adatok | Kiegészítő adatok | Kiegészítő adatok | Kiegészítő adatok | Kiegészítő adatok | Kiegészítő adatok |
| Év                | jelöltek száma    | HL?               | Rész- vétel       | Érvényes szavazat | Érvény- telen     |
| ----------------- | ----------------- | ----------------- | ----------------- | ----------------- | ----------------- |
| 1990              | n.a.              | ?                 | (nincs adat)      | (nincs adat)      | (nincs adat)      |
| 1994              | 4                 | ✓                 | 85%               | 397               | 3,6%              |
| 1998              | 1                 | ✓                 | 69%               | 307               | 9,4%              |
| 2002              | 2                 | ✓                 | 77%               | 369               | 1,6%              |
| 2006              | 3                 | ✓                 | 85%               | 417               | 0,5%              |
| 2010              | 1                 | ✓                 | 58%               | 251               | 6,0%              |
| 2014              | 1                 | ✓                 | 51%               | 227               | 8,8%              |
| 2019              | 2                 | ✓                 | 66%               | 338               | 0,3%              |

| Összehasonlító tábla (1994 óta) | Összehasonlító tábla (1994 óta) | Összehasonlító tábla (1994 óta) | Összehasonlító tábla (1994 óta) | Összehasonlító tábla (1994 óta) | Összehasonlító tábla (1994 óta) | Összehasonlító tábla (1994 óta) | Összehasonlító tábla (1994 óta) | Összehasonlító tábla (1994 óta) |
| Év                              | Polgármester-jelölt             | Polgármester-jelölt             | Polgármester-jelölt             | #.                              | Szavazat                        | Szavazat                        | Szavazat                        | Szavazat                        |
| Év                              | név                             | szervezet                       | szervezet                       | #.                              | db                              | jogosultak arányában            | szavazók arányában              | érvényes szavazatok arányában   |
| ------------------------------- | ------------------------------- | ------------------------------- | ------------------------------- | ------------------------------- | ------------------------------- | ------------------------------- | ------------------------------- | ------------------------------- |
| 1994                            | Baksa Gyuláné                   |                                 | –                               | 1.                              | 187                             | 38,5%                           | 45,4%                           | 47,1%                           |
| 1994                            | Kósa Bálintné                   |                                 | –                               | 2.                              | 106                             | 21,8%                           | 25,7%                           | 26,7%                           |
| 1994                            | Varga Dezső                     |                                 | MSZP                            | 3.                              | 95                              | 19,5%                           | 23,1%                           | 23,9%                           |
| 1994                            | Sárközi Mátyásné                |                                 | –                               | 4.                              | 9                               | 1,9%                            | 2,2%                            | 2,3%                            |
| 1998                            | Baksa Gyuláné                   |                                 | –                               | 1.                              | 307                             | 62,4%                           | 90,6%                           | 100,0%                          |
| 2002                            | Fülöp Károly                    |                                 | –                               | 1.                              | 228                             | 46,6%                           | 60,8%                           | 61,8%                           |
| 2002                            | Baksa Gyuláné                   |                                 | –                               | 2.                              | 141                             | 28,8%                           | 37,6%                           | 38,2%                           |
| 2006                            | Fülöp Károly                    |                                 | –                               | 1.                              | 335                             | 68,0%                           | 80,0%                           | 80,3%                           |
| 2006                            | Baksa Gyuláné                   |                                 | –                               | 2.                              | 67                              | 13,6%                           | 16,0%                           | 16,1%                           |
| 2006                            | Kósa Ferencné                   |                                 | –                               | 3.                              | 15                              | 3,0%                            | 3,6%                            | 3,6%                            |
| 2010                            | Fülöp Károly                    |                                 | –                               | 1.                              | 251                             | 54,2%                           | 94,0%                           | 100,0%                          |
| 2014                            | Fülöp Károly                    |                                 | –                               | 1.                              | 227                             | 46,6%                           | 91,2%                           | 100,0%                          |
| 2019                            | Fülöp Károly                    |                                 | –                               | 1.                              | 199                             | 38,8%                           | 58,7%                           | 58,9%                           |
| 2019                            | Varga Levente                   |                                 | –                               | 2.                              | 139                             | 27,1%                           | 41,0%                           | 41,1%                           |

## Polgármesterek
| 1990-'94      | 1994-'98      | 1998-'02      | 2002-'06     | 2006-'10     | 2010-'14     | 2014-'19     | 2019-        |
| ------------- | ------------- | ------------- | ------------ | ------------ | ------------ | ------------ | ------------ |
| Baska Gyuláné | Baska Gyuláné | Baska Gyuláné | Fülöp Károly | Fülöp Károly | Fülöp Károly | Fülöp Károly | Fülöp Károly |
|               |               |               |              |              |              |              |              |
| –             | –             | –             | –            | –            | –            | –            | –            |
|               |               |               |              |              |              |              |              |